# Condado de Tian'e

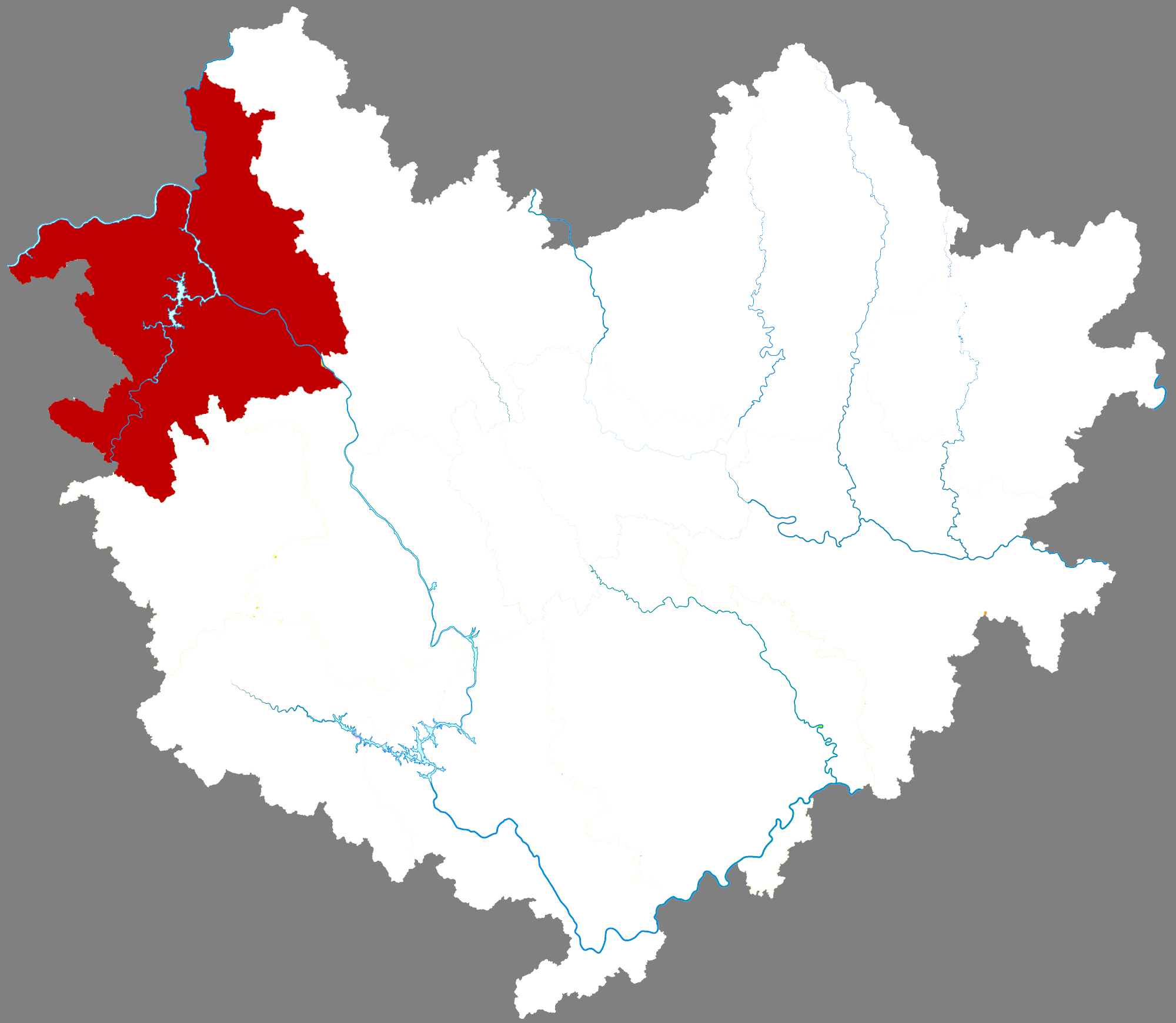
Mapa de localização

Tian'e (em chinês tradicional: 天峨縣; chinês simplificado: 天峨县; pinyin:  Tiān'é; Zhuang:Dienhngoz) é uma Condado da Hechi, localidade situada ao noroeste da Região Autónoma Zhuang de Quancim, na República Popular da China. Ocupa uma área total de 3.192 Km². As etnias presentes na cidade são Zhuang, Yao, Hui, Miao, Han e Dong. Segundo dados de 2010,  Tian'e  possuí  3 991 900 habitantes, 56% das pessoas que pertencem ao grupo étnico Zhuang.